# 阪堺電気軌道1形電車
阪堺電気軌道1形電車（はんかいでんききどう1がたでんしゃ）は、阪堺電気軌道（初代）が保有していた路面電車用電車。

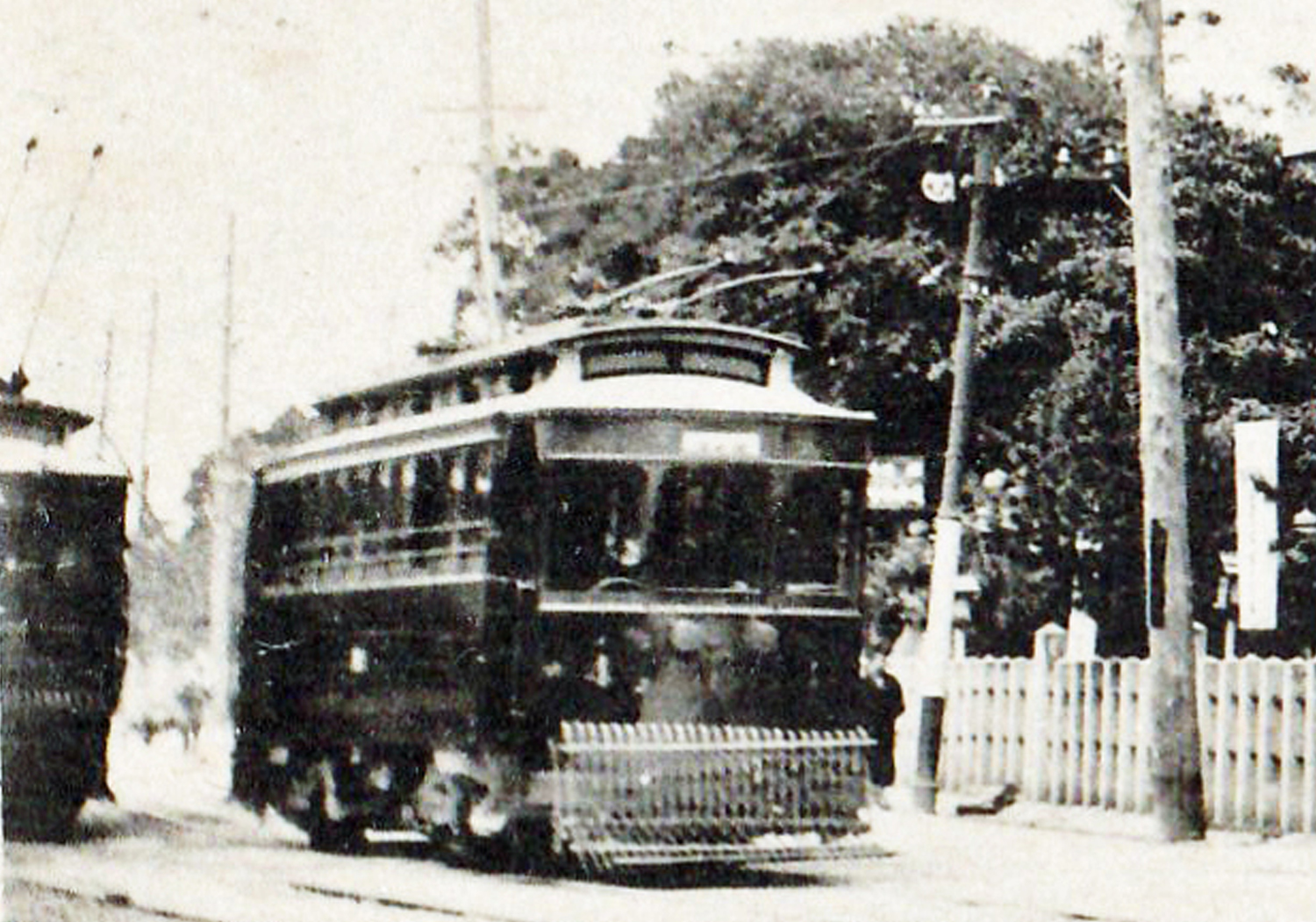
阪堺電気軌道１形４号

## 概要
本形式は、1911年（明治44年）から1912年にかけてモ1-52の52両が製造された木製高床ボギー車である。
1915年南海鉄道に合併されたのち1916年（大正5年）にモ50-52が箕面有馬電気軌道に箕面線用の34形として譲渡されたほか、1934年（昭和9年）にモ19・34・35・40が阪堺電鉄に譲渡され81形に、1935年（昭和10年）にモ15・17・29・37・39が琴平参宮電鉄に譲渡され55-59となった。また1930年（昭和5年）には形式を電1形からモ1形に変更している。 
その後、1937年（昭和12年）から1939年（昭和14年）にかけてモ201形・モ205形に改造され、形式消滅となった。

## 車体
全長10,668mm、車体幅2,286mm、車体高3,683mm、定員62人（うち座席42人）、自重13.6tの中型車で、台車はブリル27-GE-1、主電動機はGE-247-I（30kw）×2、制御装置は直接式のGE-K-9。屋根の側面に明かり取り窓とガーランド型ベンチレーターを片側に2基ずつ設けたモニタールーフ（段落ち屋根）を備え、前後に出入り口を設けた窓配置D10Dのオープンデッキスタイルであった。デッキ部は妻板を設けたベスティビュール構造として前面窓を3枚並べ、中央の窓上に方向幕を設けていた。